# Mario Perniola
Mario Perniola (Asti, 20 mei 1941 – Rome, 9 januari 2018) was een Italiaanse filosoof, schrijver en kunsttheoreticus. Als hoogleraar esthetiek aan de Universiteit van Rome "Tor Vergata" gaf hij leiding aan het studie- en documentatiecentrum "Linguaggio e pensiero" ("Taal en idee"), en aan het tijdschrift Agalma.
- Bibsys: 90053250
- Biblioteca Nacional de España: XX1294452
- Bibliothèque nationale de France: cb11919173q (data)
- Catàleg d'autoritats de noms i títols de Catalunya: 981058513228106706
- CiNii: DA1029737X
- Gemeinsame Normdatei: 121839508
- International Standard Name Identifier: 0000 0001 1073 4970
- Library of Congress Control Number: n80145604
- Nationale Bibliotheek van Letland: 000250935
- Bibliotheek van het Japanse parlement: 00771753
- Nationale Bibliotheek van Tsjechië: jn20010602726
- Nationale Bibliotheek van Israël: 987007431018805171
- Nederlandse Thesaurus van Auteursnamen: 071333347
- Istituto Centrale per il Catalogo Unico: CFIV065006
- Système universitaire de documentation: 027065561
- Virtual International Authority File: 84078574
- WorldCat: E39PBJckTGwqddrHv46B7hrXh3